# Ebe (veliero)
Il brigantino-goletta Ebe (varato nel 1921 col nome San Giorgio) è stato una nave scuola per gli allievi sottufficiali della Marina Militare Italiana dal 1952 al 1958. Nato per il piccolo cabotaggio nel Mar Mediterraneo, fu trasformato per crociere addestrative nell'Adriatico e nel Tirreno per nocchieri della Marina Militare. Dal 1963 è conservato all'interno del Museo Nazionale della Scienza e della Tecnologia Leonardo da Vinci di Milano.
Strutturata principalmente per la navigazione a vela, questo tipo di imbarcazione prediligeva armare vele quadre per le andature di portanti (lasco e granlasco), mentre le vele di taglio (randa e fiocchi) erano più efficaci in bolina e traverso. L'albero di trinchetto era completamente armato con vele quadre e l'albero maestro con vela aurica. Il motore ausiliario veniva impiegato principalmente per le manovre portuali.

## Storia

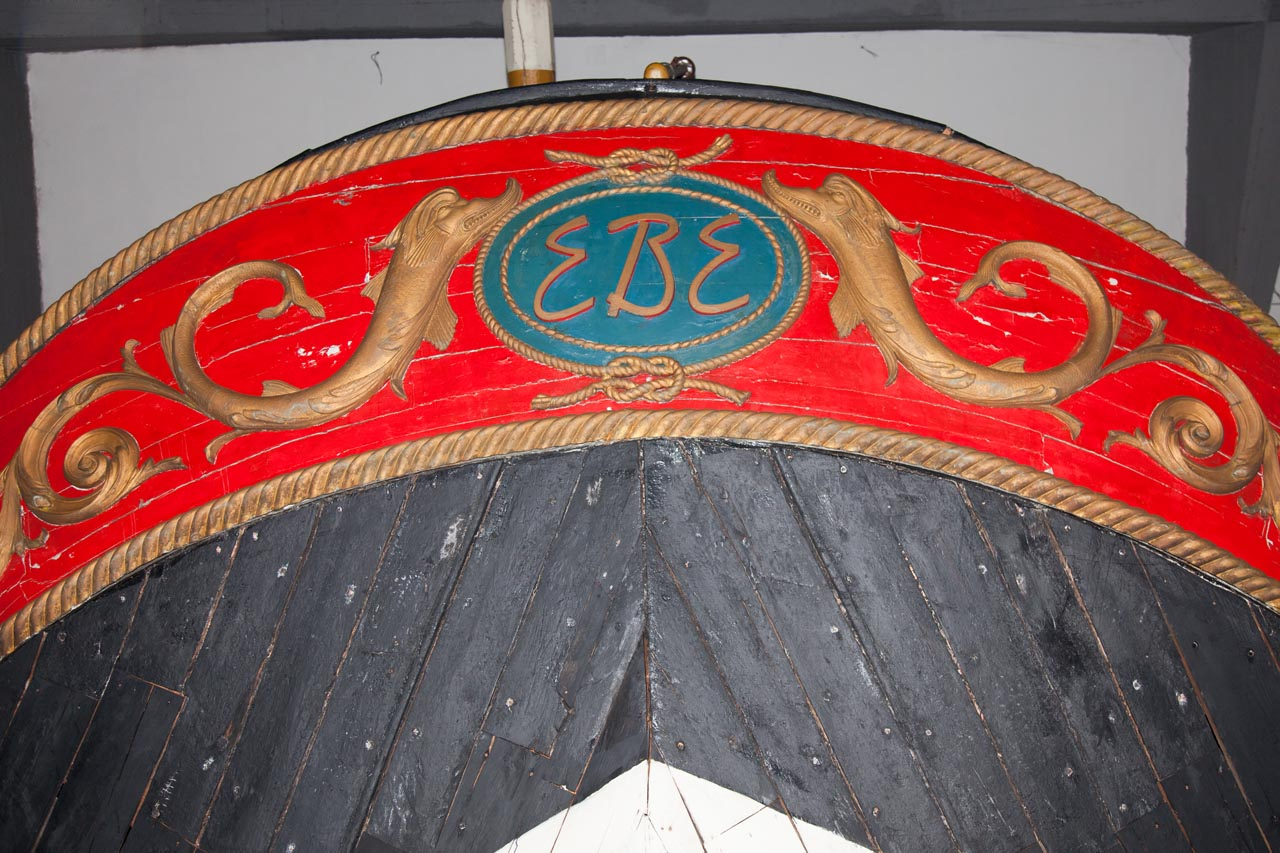
Il coronamento dello specchio di poppa è decorato con una coppia di tritoni che sostengono un ovale blu, cerchiato con cime marinaresche e nodi savoia, contenente il nome Ebe.

Impostata nel dicembre del 1918 nel cantiere Benetti di Viareggio, venne varata il 21 agosto 1921 con il nome di San Giorgio, dapprima ebbe funzione di piccolo cabotaggio tra Genova e Torre del Greco. Nel 1937 gli fu aggiunto un motore ausiliario in grado di garantirgli in mancanza di vento comunque la velocità di 4 nodi. Tra la fine degli anni trenta e i primi anni quaranta effettuò spesso il trasporto di merci di vario tipo nella linea Cagliari - Napoli - Genova, tratte che venivano percorse in pochi giorni di navigazione. Occasionalmente faceva scalo, sempre per il trasporto merci, anche in nord Africa.
Allo scoppio della seconda guerra mondiale venne requisita dalla Regia Marina e trasformata in dragamine. Solo alla fine della guerra venne restituita e tornò ad essere usata come nave da carico.
Successivamente, nel 1952, la Marina Militare italiana la riacquistò e la trasformò in nave scuola per nocchieri, col nome di Ebe. Dalla stiva venne ricavato un grande locale per l'alloggio degli allievi e fu montato un nuovo motore ausiliario, il dritto di prora fu arricchito di una polena a forma di sirena. Dal 1953 al 1956 fece crociere per l'addestramento degli allievi nocchieri nel Mediterraneo, Tirreno e Adriatico.
Nel 1955 entrò in servizio la nave scuola Palinuro, che di lì a poco subentrò alla Ebe, che fu assegnata alla base di Portoferraio e dal 1960 fu messa in disarmo. Trasferita alla Spezia in previsione della demolizione, venne salvata dal Museo nazionale della scienza e della tecnologia Leonardo da Vinci di Milano, che la acquistò.

## Musealizzazione

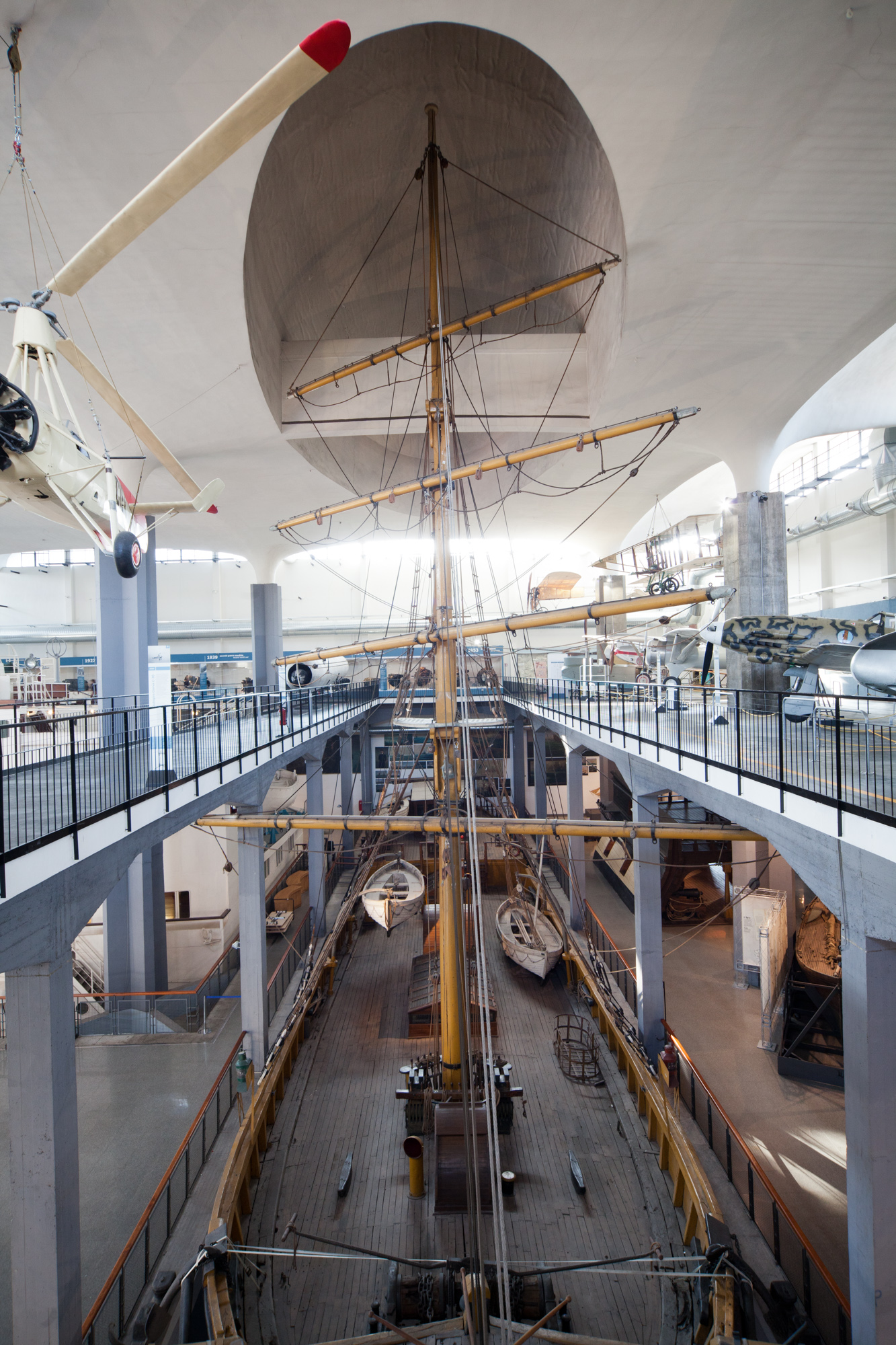
Panoramica della Ebe inserita nel padiglione aeronavale del Museo nazionale della scienza e della tecnologia Leonardo da Vinci

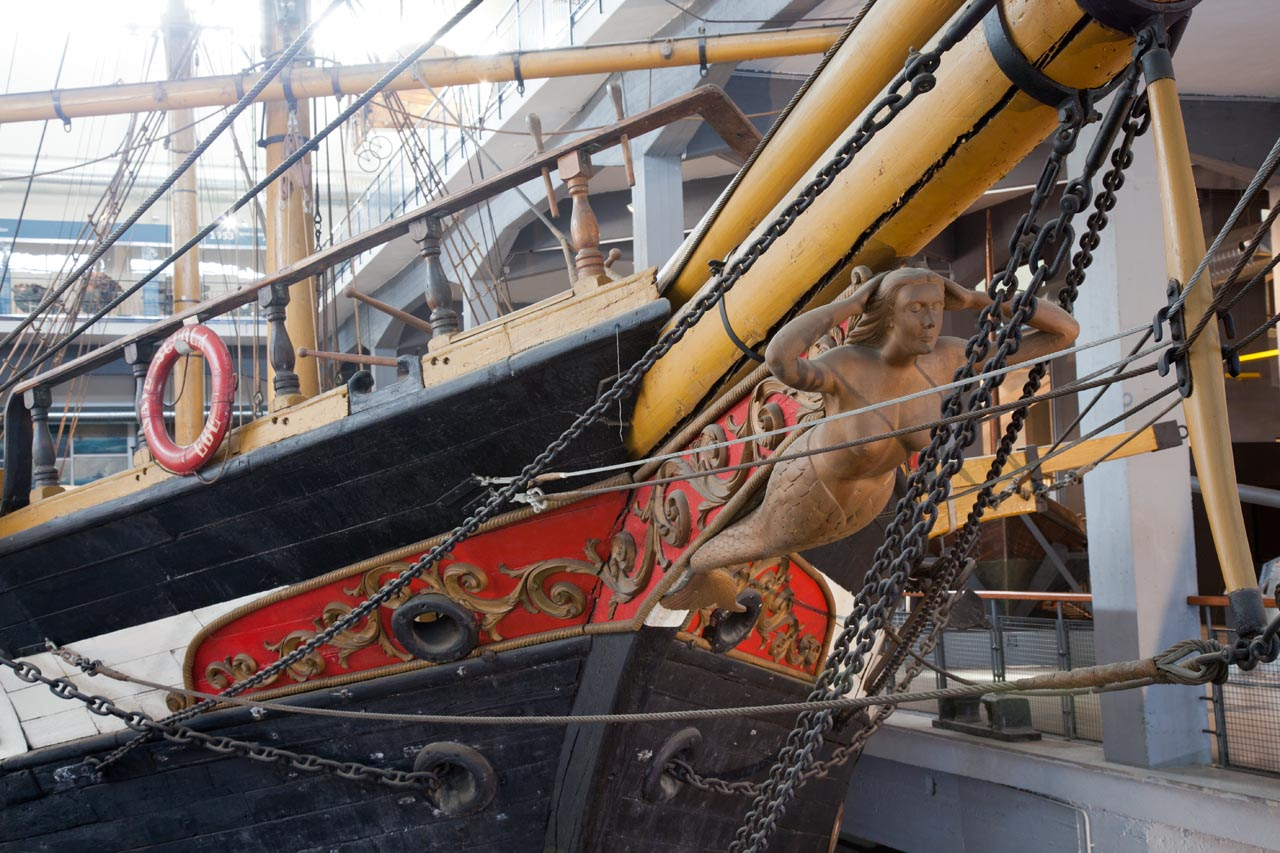
Dettaglio del dritto di prua, arricchito di una polena raffigurante una sirenetta.

Nel gennaio del 1963 iniziò lo smontaggio dello scafo, una volta rimorchiato dall'arsenale della Spezia (località Marola) al cantiere Argocarpentieri di Le Grazie (SP). I tecnici del Museo e del cantiere cominciarono a sezionarlo in 90 parti di circa 10 tonnellate l'uno, per poi trasportarle tramite autocarri verso Milano. Il trasporto della prua (alleggerita dell'albero di bompresso) fu il più complicato. A differenza degli altri carichi, che transitarono dal passo della Cisa, la prua fu trasportata su un carrello ribassato. Si seguì un itinerario alternativo che prevedeva ponti più alti che si riteneva dovessero essere sufficienti al transito del trasporto eccezionale. Nonostante gli accorgimenti, durante il trasporto l'altezza di uno dei cavalcavia impedì di proseguire il viaggio. Un gruppo di tecnici del Museo con un'attrezzatura minima partì la notte stessa per recarsi sul posto, dove riuscì a tagliare la parte superiore dell'oggetto per poter proseguire fino al capoluogo lombardo.
Nel frattempo al Museo di Milano si stava edificando il padiglione aeronavale, appositamente progettato dell'architetto Nichelli per ospitare le oltre 1000 tonnellate del ponte di comando del transatlantico Conte Biancamano e l'intero scafo della nave scuola Ebe completa di alberi. La nave appoggia su una trave di cemento armato lunga 30 metri sostenuta da pilastri in grado di portare oltre 1000 tonnellate. Gli ultimi pezzi smontati, la chiglia e la contro chiglia furono anche i primi ad essere ricollocati. La ricostruzione durò fino a tutto il 1963. Per l'allestimento delle attrezzature navali furono richiamati in servizio anziani attrezzisti di Castellammare di Stabia che rimontarono tutte le manovre e le vele.
Nel 1963, durante le fasi di musealizzazione della nave, quando fu posato l'albero di maestra, l'ingegner Guido Ucelli (presidente del Museo) offrì una moneta d'oro da collocare nella scassa, come si usava in epoca antica alla fine della costruzione di una nave.
La nave scuola Ebe e il resto del padiglione aeronavale del Museo della scienza e della tecnologia furono inaugurati il 12 aprile del 1964 alla presenza del Presidente della Repubblica Antonio Segni.

## Dati tecnici

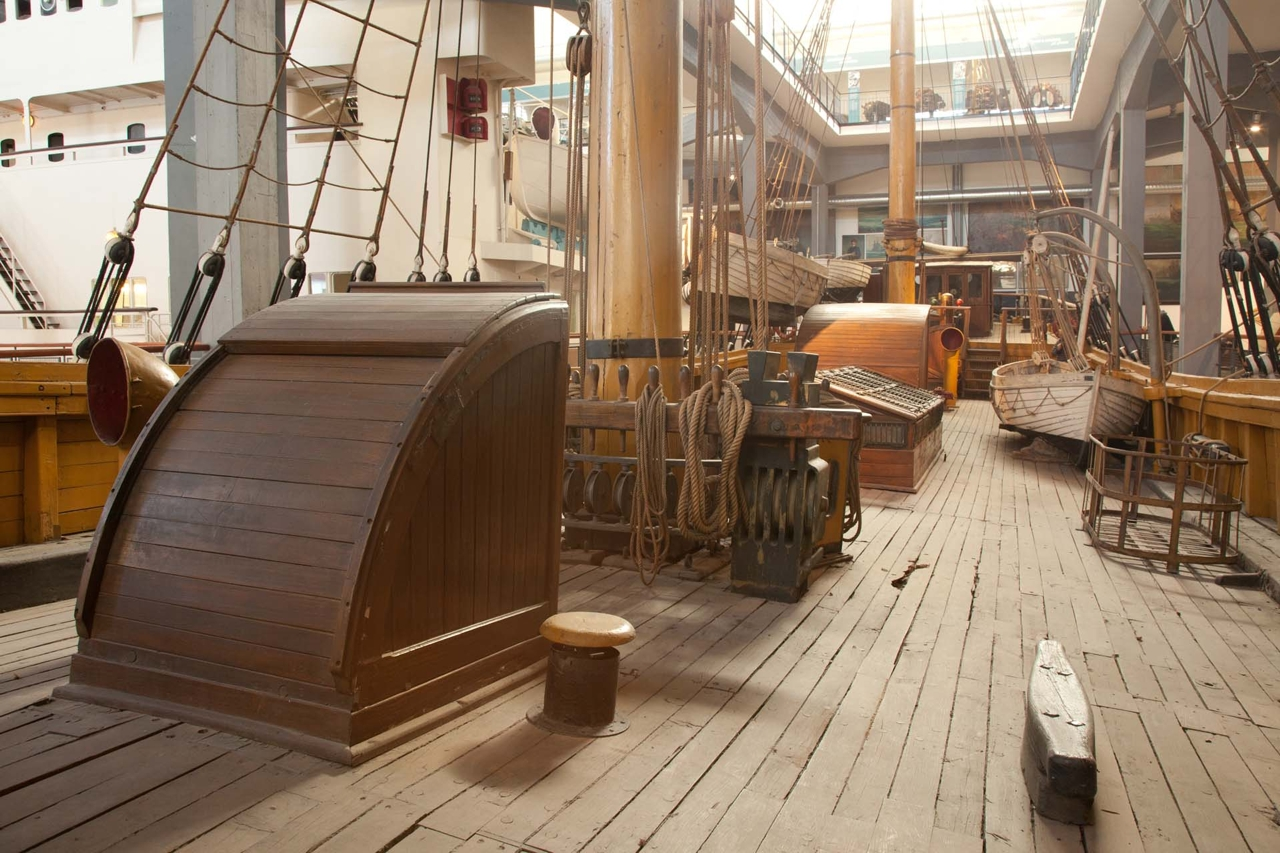
Il ponte della nave

- Scafo: in legno a ponte unico;  lunghezza: 40,3 m (50,5 m fuori tutto),  larghezza: 8,4 m, pescaggio: 3,7 m[5]
- Le mura a fasciame affiancato calafatato è a due strati in quercia
- Alberatura: due alberi più il bompresso, a prora l'albero di trinchetto con 4 ordini di pennoni (dal alto verso il basso: controvelaccino, parrocchetto volante, basso parrocchetto e trinchetto) a vele quadre, a poppa l'albero di maestra a vele auriche.[6]
- Apparato motore: Motore Diesel Ansaldo Genova da tipo O265/4 da 150 kW (200 hp)

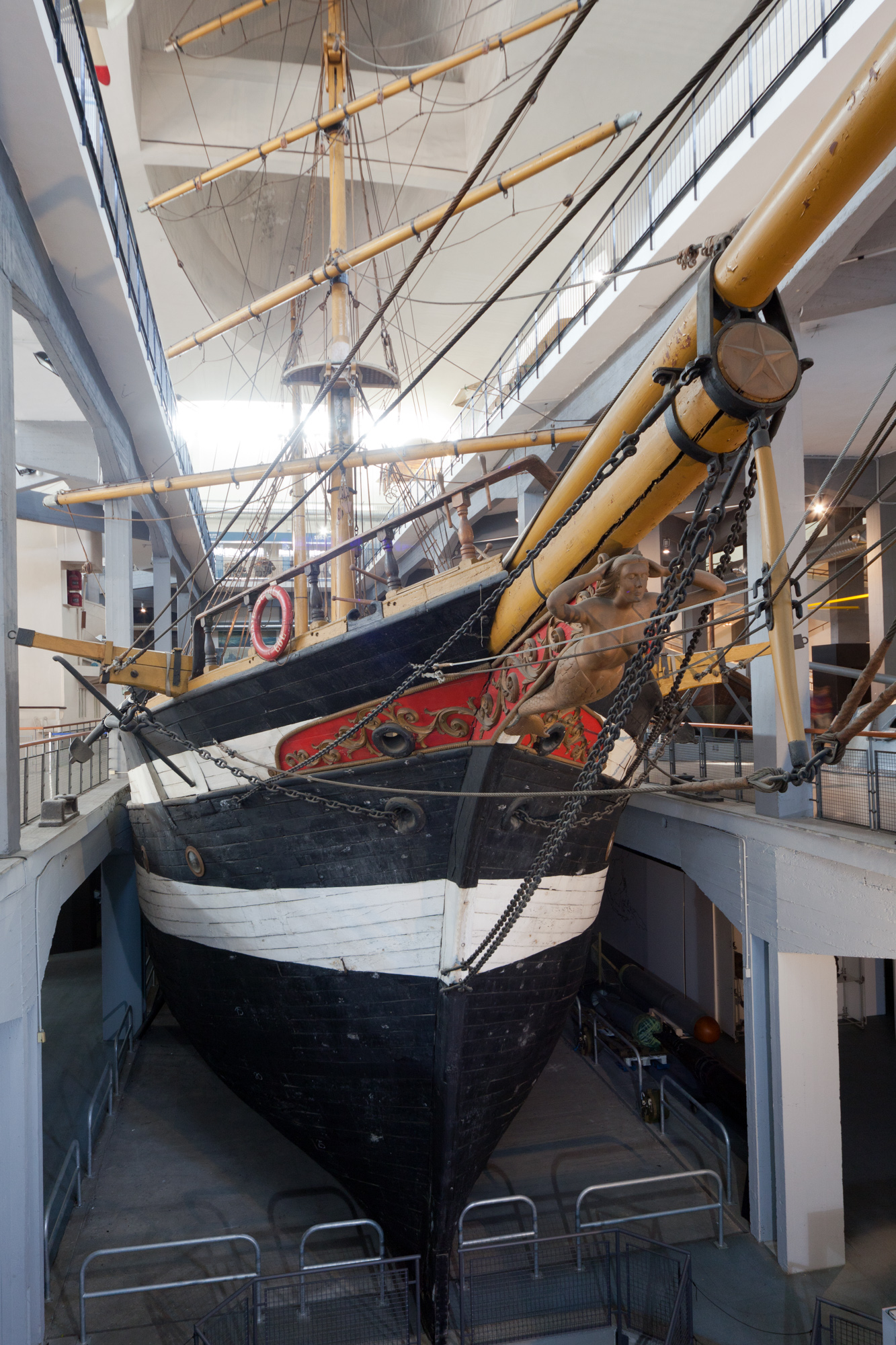
Vista della prua
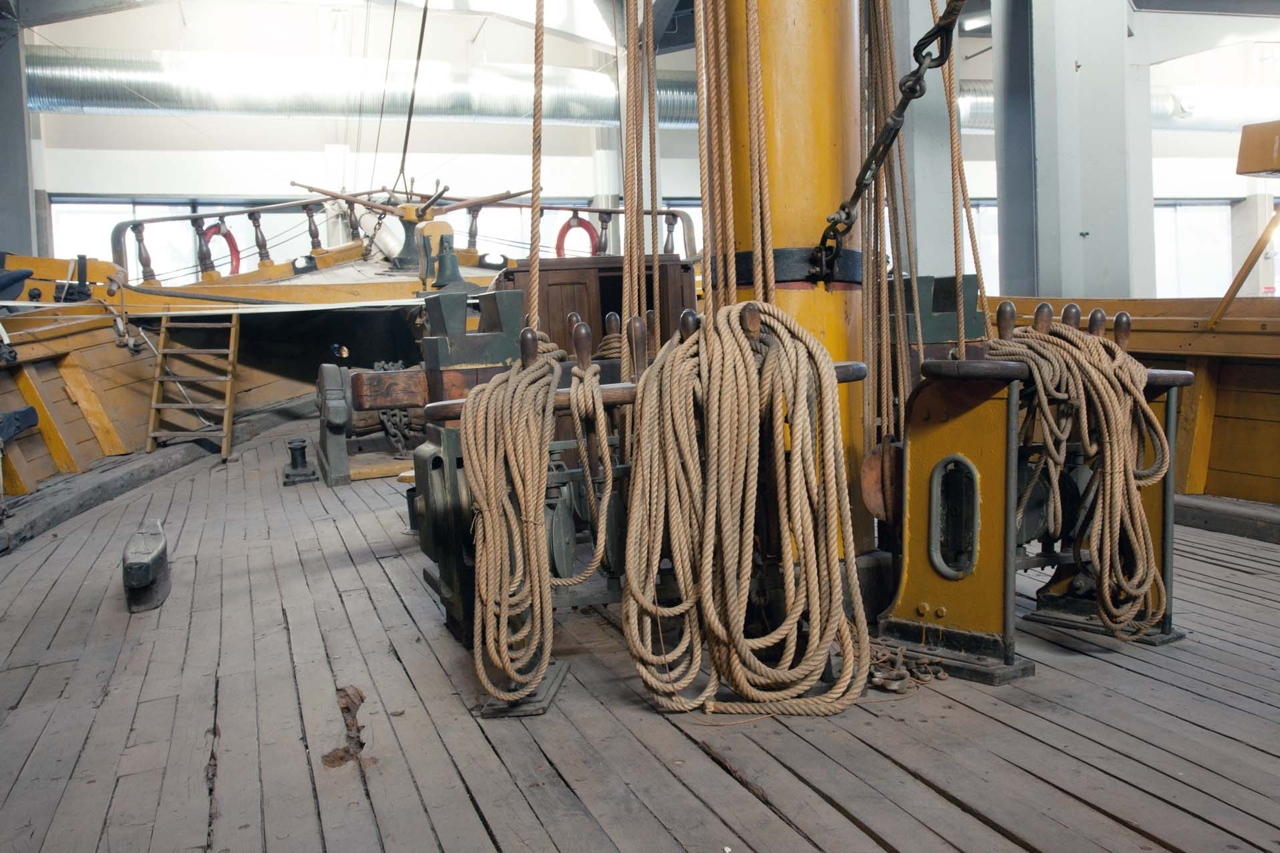
Ponte della nave